# De Dietrich Type SI
Der De Dietrich Type SI ist eine Baureihe von Pkw-Modellen aus den 1900er Jahren. Dazu gehören Type KSI und Type LSI. Hersteller war die Société de Dietrich et Cie de Lunéville in Frankreich.

## Beschreibung
Das Modell stand nur 1904 im Sortiment. Vorgänger war der Type Ibis und Nachfolger der Type CI. Im selben Jahr bot der Hersteller außerdem Type SH mit einem kleineren Motor sowie Type SM, Type SP und den Rennwagen 80 CV mit größeren Motoren an.
Der Motor entstand nach einer Lizenz von Turcat-Méry. Er ist ein Vierzylinder-Reihenmotor mit IOE-Ventilsteuerung. Jeweils zwei Zylinder sind paarweise zusammengegossen. 104 mm Bohrung und 120 mm Hub ergeben 4077 cm³ Hubraum. Der Motor war damals in Frankreich steuerlich mit 16 CV eingestuft.
Der Motor ist vorn längs im Fahrgestell eingebaut. Er treibt über ein Dreiganggetriebe und Ketten die Hinterräder an. Die Bremse wirkt zeittypisch nur auf die Hinterachse.
Der Radstand beträgt 249 cm beim Type KSI und 254 cm beim Type LSI. Die Spurweite ist einheitlich 137 cm.